# 本因坊秀悦
本因坊 秀悦（ほんいんぼう しゅうえつ、1850年〔嘉永3年〕 - 1890年〔明治23年〕8月23日）は、囲碁の棋士。本因坊家の十五世本因坊 秀悦、六段。法名は日妙。
本因坊秀和の長男。

## 経歴
秀和の跡目であった秀策没の後、再跡目は門下第一の実力の六段村瀬彌吉（本因坊秀甫）と目されていたが、本因坊丈和未亡人の意向により、秀悦が1863年（文久3年）に三段をもって跡目となる。この時には丈和の次男の葛野忠左衛門（井上節山因碩と同名だが別人）の子葛野秀悦として、養子として届けられたが、実質的には本因坊家で初めての実子相続となった。この年は御城碁は下打ちのみにとどまり中止となったため、出仕はせずに終わる。
1869年（明治2年）に中川亀三郎らによる六人会発足に参加、この時には既に六段に進んでいる。1873年（明治6年）に秀和が没し、十五世本因坊を継ぐ。しかしこの頃には家元の家禄は無くなって家は困窮し、母は病床という失意の中にあり、1879年（明治12年）に精神に異常を来たし、弟の林秀栄（秀和次男）、百三郎（同三男）によって退隠させられる。秀栄らは中川亀三郎を通じて秀甫による相続を打診するが不調に終わり、百三郎が本因坊を継いで十六世本因坊秀元となった。その後秀悦は回復することのないまま、41歳で没し、本妙寺に葬られた。
秀悦は18歳で六段と有望な成長もしており、碁については、秀甫の「誰か王侯種なしとするか、秀悦の碁は、正に秀和の遺伝とも言うべく、本因坊家の子たるに恥じざる者なり」との評がある。遺された棋譜には、六人会で中川亀三郎に先番勝ち、小林鉄次郎に白番勝ち、1870年に秀甫に先で1勝1敗などがある。